# Hans Morgenthau
Hans Joachim Morgenthau (17. února 1904 – 19. července 1980) byl americký politolog německého původu, teoretik mezinárodních vztahů, který dodnes patří mezi nejvlivnější v tomto oboru.

## Osobní život
Narodil se v německém Coburgu, studoval na univerzitách v Berlíně, Frankfurtu a Mnichově. Disertaci z oblasti filosofie hodnot obhájil na univerzitě Ženevě. Do roku 1937 učil a vykonával právo ve Frankfurtu. V tomto roce odešel do Spojených států, kde se stal profesorem na Chicagské univerzitě.

## Vědecká činnost
Spolu s Edwardem Carrem patří mezi hlavní autory realistické školy mezinárodních vztahů, kteří se zúčastnili tzv. první debaty. Podle tohoto směru jsou hlavní aktéři mezinárodních vztahů národní státy. Největšímu prostoru se zde dostává studiu moci. Zúčastnil se tzv. I. debaty mezinárodních vztahů, kde jako realista oponoval idealismu.
Morgenthaova kniha Politics among Nations v roce 1948 vymezila obor mezinárodních vztahů tím, že vyvolala posun amerického diplomatického myšlení po skončení druhé světové války, a zdůraznila mocenské zájmy. Předchozí období bylo charakteristické idealismem, který kladl důraz spíše na hodnoty.

### Šest principů politického realismu
Autorem je Hans Morgenthau.
1. Politika je ovládána objektivními zákony, které vycházejí z neměnné lidské přirozenosti.
2. Koncept zájmu definovaný v pojmech moci je hlavním vodítkem další cesty politického realismu. Bez jeho existence je teorie politiky nemyslitelná.
3. Pro realismus je zájem (moc) všeobecně platnou objektivní kategorií.
4. Realismus nedává při hodnocení politického jednání žádnou váhu morálním hodnotám.
5. Realismus odmítá snahu zrovnoprávnit morální usilování jednoho národa s morálními zákony, které řídí svět. Všechny národy totiž usilují o to, aby se jejich morální vzorec stal univerzálním.
6. Politika je realisty vnímána jako autonomní. Člověk je průnikem člověka ekonomického, politického, morálního atd. Abychom rozuměli politické přirozenosti člověka je nutné odhlédnout od této mnohostrannosti lidské přirozenosti.